# Font Vella (Sant Ramon)
La Font Vella és una font del poble de Portell, al municipi de Sant Ramon (Segarra) protegida com a Bé Cultural d'Interès Local.

## Descripció
Es tracta d'un antic pou d'aigua subterrani situat a l'entrada del nucli. El pou del Portell es construí per a cobrir les aigües freàtiques que s'han acumulat per filtració i el seu nivell varia segons les pluges. Presenta una porta exterior de ferro, col·locada recentment, on s'hi accedeix mitjançant una graonada descendent que al mateix temps condueix cap a l'interior del pou cilíndric, la qual queda parcialment inundada segons el nivell en que es troba l'aigua. El pou està realitzat amb paredat i cobert per volta de canó amb la presència d'un arc de mig punt a l'entrada exterior.